# Партия на социалистите в Република Молдова
Партията на социалистите в Република Молдова (на румънски: Partidul Socialiştilor din Republica Moldova) е лява социалистическа политическа партия в Молдова.
Създадена е през 1997 година, когато се отделя от Социалистическата партия на Молдова, един от наследниците на комунистическата партия от съветската епоха. Дългогодишен съюзник на Комунистическата партия в Република Молдова, Партията на социалистите влиза в парламента за пръв път през 2014 година, когато става първа на изборите с 21% от гласовете и 25 от 101 депутатски места.

## Председатели
- Едуард Смирнов с Вероника Абрамчук (съпредседатели, 1997 – 2005)
- Вероника Абрамчук (2005 – 2011)
- Игор Додон (2011 – 2016)
- Зинаида Гречани (2016 –2020)
- Игор Додон (2020-настояще)

## Резултати от избори

### Парламентарни избори
| Дата на провеждане | Брой на гласовете | Процент от вота (в %) | Спечелени места | Прираст на спечелените места |
| 1998               | 9514              | 0.59                  | 0 / 101         |                              |
| 2001               | 7277              | 0.46                  | 0 / 101         | Безизменение                 |
| 2005               | 77 490            | 4.97                  | 0 / 101         | Безизменение                 |
| 2009 (април)       | Не участват       | Не участват           | Не участват     | Не участват                  |
| 2009 (юли)         | Не участват       | Не участват           | Не участват     | Не участват                  |
| 2010               | Не участват       | Не участват           | Не участват     | Не участват                  |
| 2014               | 327 910           | 20.51                 | 25 / 101        | 25                           |
| 2019               | 441 236           | 31.15                 | 35 / 101        | 10                           |